# Каличе Лигуре
Каличе Лигуре (итал. Calice Ligure) је насеље у Италији у округу Савона, региону Лигурија.
Према процени из 2011. у насељу је живело 1089 становника. Насеље се налази на надморској висини од 69 м.

## Становништво
| 1936. | 1951. | 1961. | 1971. | 1981. | 1991. | 2001. | 2011. |
| ----- | ----- | ----- | ----- | ----- | ----- | ----- | ----- |
| 1.409 | 1.425 | 1.357 | 1.388 | 1.322 | 1.346 | 1.461 | 1.683 |